# Kentucky Indy 300
A Kentucky Indy 300 egy IndyCar Series verseny melyet a Kentucky-ban található Kentucky Speedwayen rendeznek meg.
Az IRL IndyCar Series 2000-ben rendezett versenyt először a Kentucky Speedway-en. 2002-ben Sarah Fisher szerezte meg a pole pozíciót ezzel ő lett az első női versenyző az amerikai nyíltkerekes versenyzésben aki pole pozíciót szerzett.
2002-ben az Indy Pro Series szabadedzésén Jason Priestley súlyosan megsérűlt.

## Versenyeredmények
| Szezon | Dátum         | Győztes versenyző | Karosszéria   | Motor      | Csapat                |
| ------ | ------------- | ----------------- | ------------- | ---------- | --------------------- |
| 2000   | Augusztus 27. | Buddy Lazier      | Dallara       | Oldsmobile | Hemelgarn Racing      |
| 2001   | Augusztus 12. | Buddy Lazier      | Dallara       | Oldsmobile | Hemelgarn Racing      |
| 2002   | Augusztus 11. | Felipe Giaffone   | G-Force       | Chevrolet  | Mo Nunn Racing        |
| 2003   | Augusztus 17. | Sam Hornish, Jr.  | Dallara       | Chevrolet  | Panther Racing        |
| 2004   | Augusztus 15. | Adrián Fernández  | Panoz G-Force | Honda      | Fernández Racing      |
| 2005   | Augusztus 14. | Scott Sharp       | Panoz         | Honda      | Fernández Racing      |
| 2006   | Augusztus 13. | Sam Hornish, Jr.  | Dallara       | Honda      | Team Penske           |
| 2007   | Augusztus 11. | Tony Kanaan       | Dallara       | Honda      | Andretti Green Racing |
| 2008   | Augusztus 9.  | Scott Dixon       | Dallara       | Honda      | Chip Ganassi Racing   |
| 2009   | Augusztus 1.  | Ryan Briscoe      | Dallara       | Honda      | Team Penske           |
| 2010   | Szeptember 4. | Hélio Castroneves | Dallara       | Honda      | Team Penske           |
| 2011   | Október 2.    | Ed Carpenter      | Dallara       | Honda      | Sarah Fisher Racing   |

### Firestone Indy Lights
| Szezon | Dátum         | Győztes versenyző |
| ------ | ------------- | ----------------- |
| 2002   | Augusztus 11. | A.J. Foyt IV      |
| 2003   | Augusztus 16. | Jeff Simmons      |
| 2004   | Augusztus 14. | P.J. Chesson      |
| 2005   | Augusztus 13. | Travis Gregg      |
| 2006   | Augusztus 13. | Jay Howard        |
| 2007   | Augusztus 11. | Hideki Mutoh      |
| 2008   | Augusztus 9.  | Dillon Battistini |
| 2009   | Augusztus 1.  | Wade Cunningham   |
| 2010   | Szeptember 4. | Pippa Mann        |